# 고사리박사
고사리박사는 대한민국의 웹툰 작가이다.

## 생애
웹툰 《극락왕생》(2018년)으로 2019년 대한민국 콘텐츠대상에서 문화체육관광부장관상을 수상하였다. 《극락왕생》은 불교의 윤회사상을 서사의 기본 구조로 삼아 억울하게 죽은 사람이 불보살의 자비로 자기 인생에서 가장 중요한 한 해를 다시 살게 되는 과정에서 겪게 되는 일을 그렸는데, 동양적 세계관에 기초한 삶과 죽음을 넘나드는 철학적 사유, 완성도 높은 그림에 근거해 ‘대한민국 만화의 새로운 정통’이라는 긍정적 평가를 받았다.

## 저서
- 《극락왕생 1》. 문학동네. 2020년. ISBN 9788954674911
- 《극락왕생 2》. 문학동네. 2021년. ISBN 9788954676397
- 《극락왕생 3》. 문학동네. 2021년. ISBN 9788954679305

## 인터뷰
- 한소범. "완전히 새로운 여신(女神)이야기, '극락왕생'으로 보여드리고 싶었어요". 한국일보. 2020년 10월 23일.
- 위근우. 가부장제에 오염되지 않은 원형을 찾아서 (웹툰 고사리박사). 한겨레21. 기사입력 2021년 3월 19일. 기사수정 2021년 3월 24일.

## 상훈
- 2019년 - 대한민국 콘텐츠대상 문화체육관광부장관상